# Пуччо ди Симоне

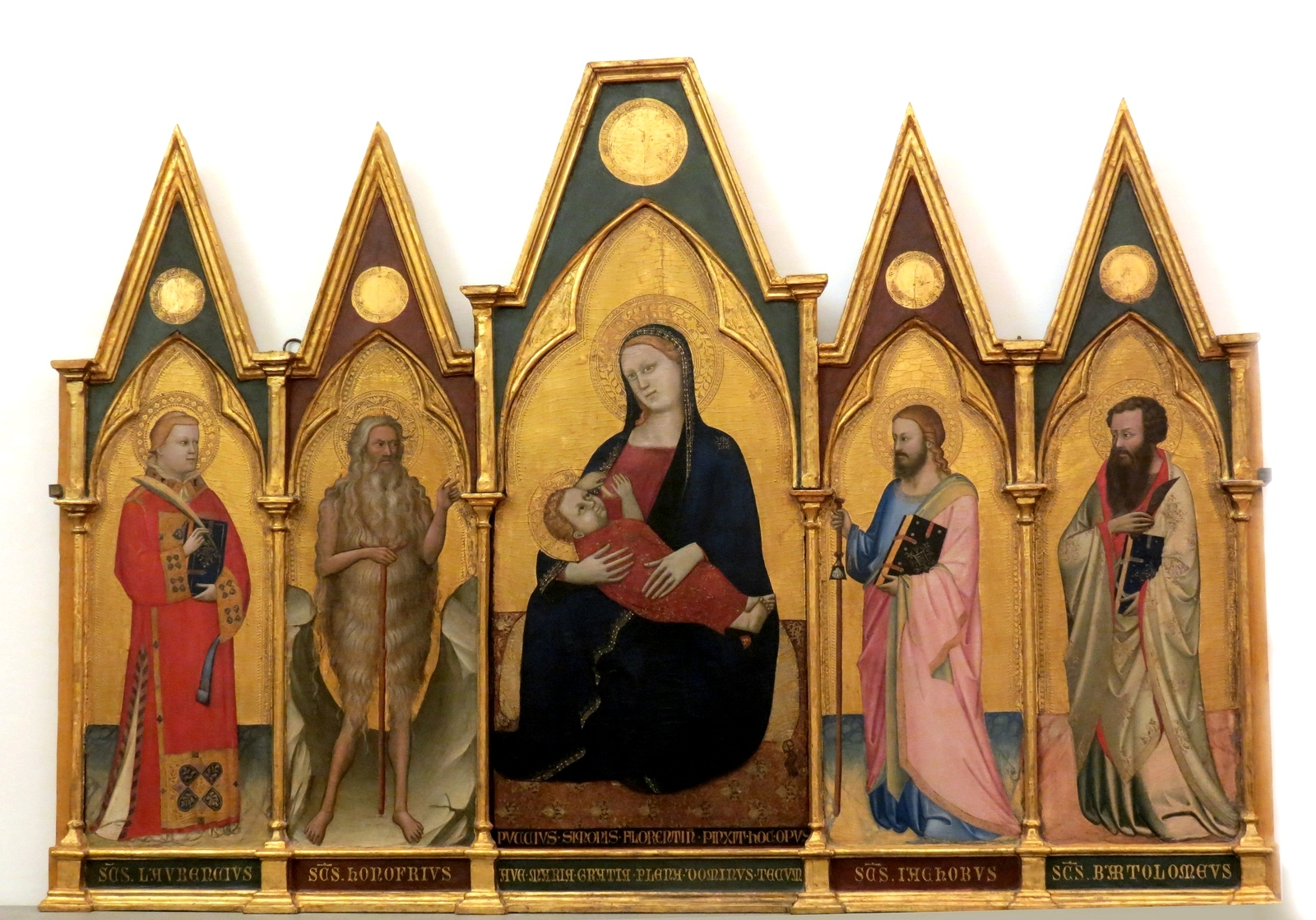
Мадонна Смирение с младенцем св. Лаврентием, Св. Онуфрием, св. Яковом-старшим и св. Варфоломеем. ок. 1346г, Галерея Академии, Флоренция.

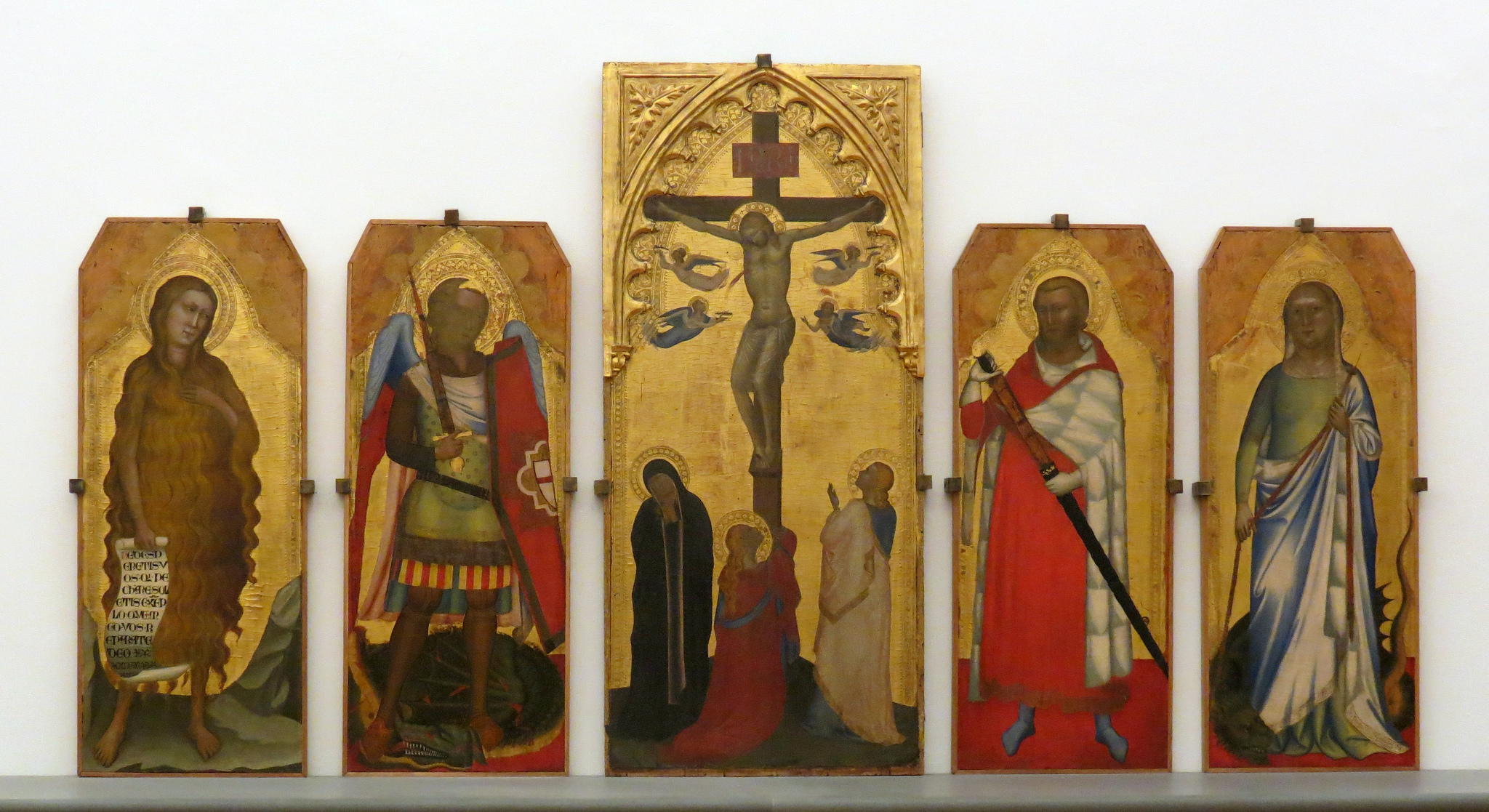
Бернардо Дадди и Пуччо ди Симоне, Распятие со св. Марией Египетской, Михаилом Архангелом, св. Юлианом и св. Мартой, 1346-48, Галерея Академии, Флоренция

Пуччо ди Симоне (ит. Puccio di Simone; род. ок. 1320г — ум. в 1362) —  живописец итальянского проторенессанса флорентийской школы.

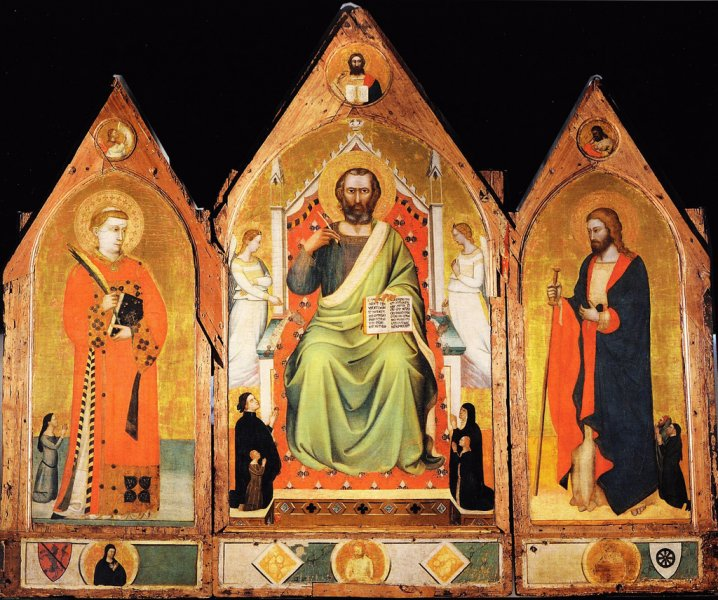
Триптих "Св. Матфей со св. Лаврентием и св. Яковом-старшим. ок. 1350г, Галерея Академии, Флоренция.

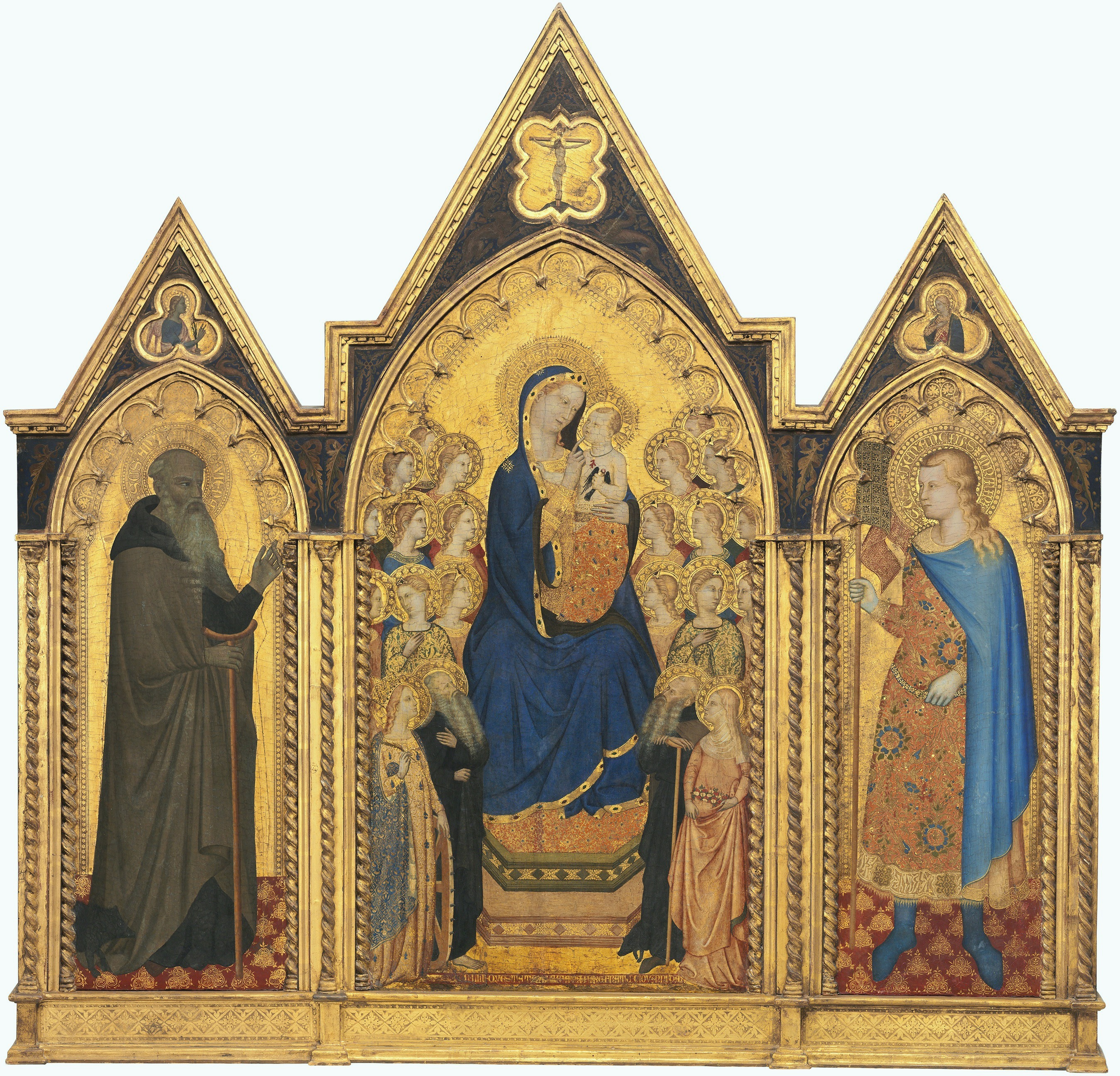
Пуччо ди Симоне и Аллегретто Нуци. Мадонна с младенцем и святыми. 1354 г. Национальная галерея, Вашингтон

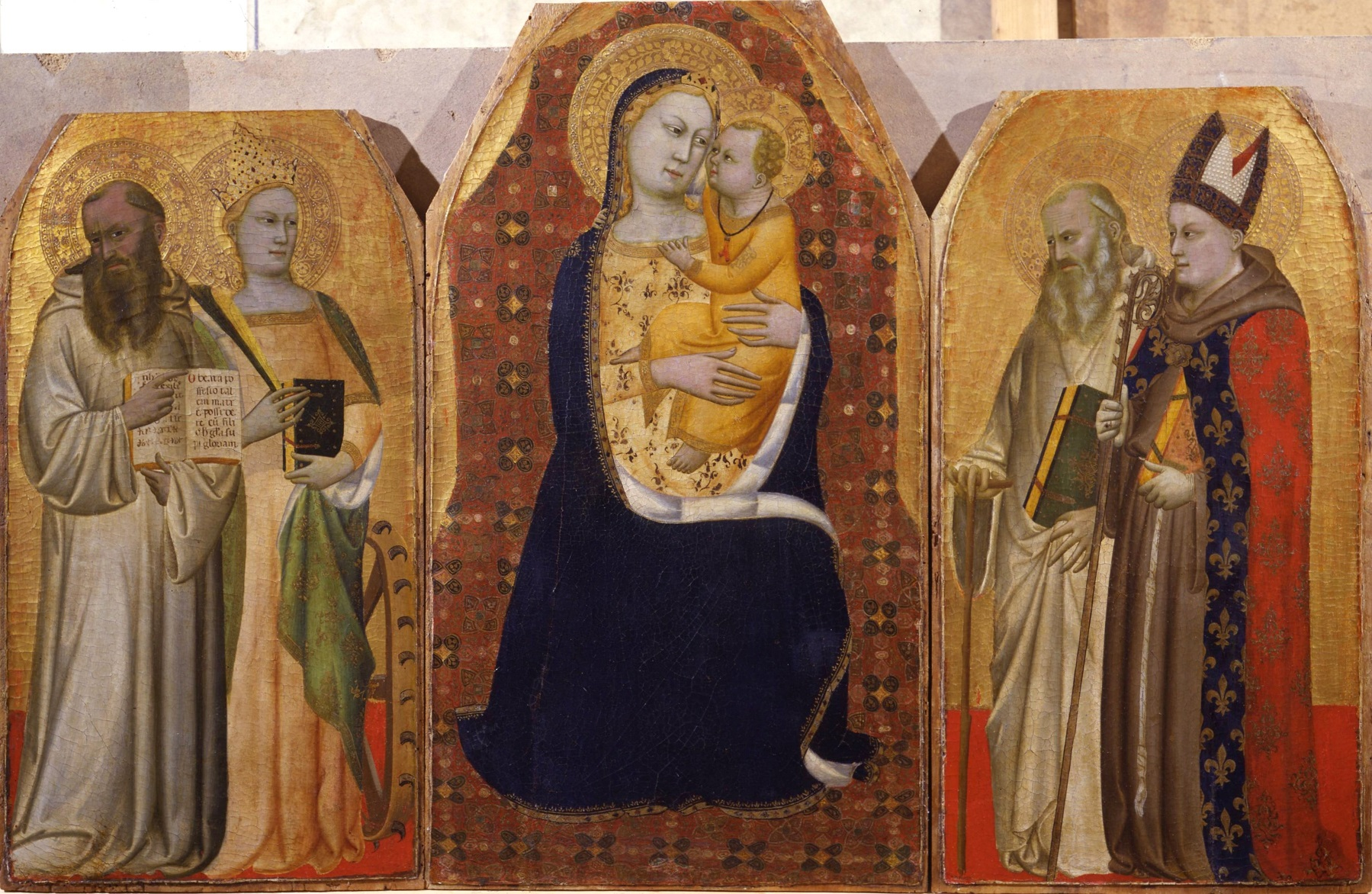
Пуччо ди Симоне. Триптих «Мадонна с младенцем и святыми» (Триптих Рикасоли), 1350-55, Урбино, Нац. галерея Марке.

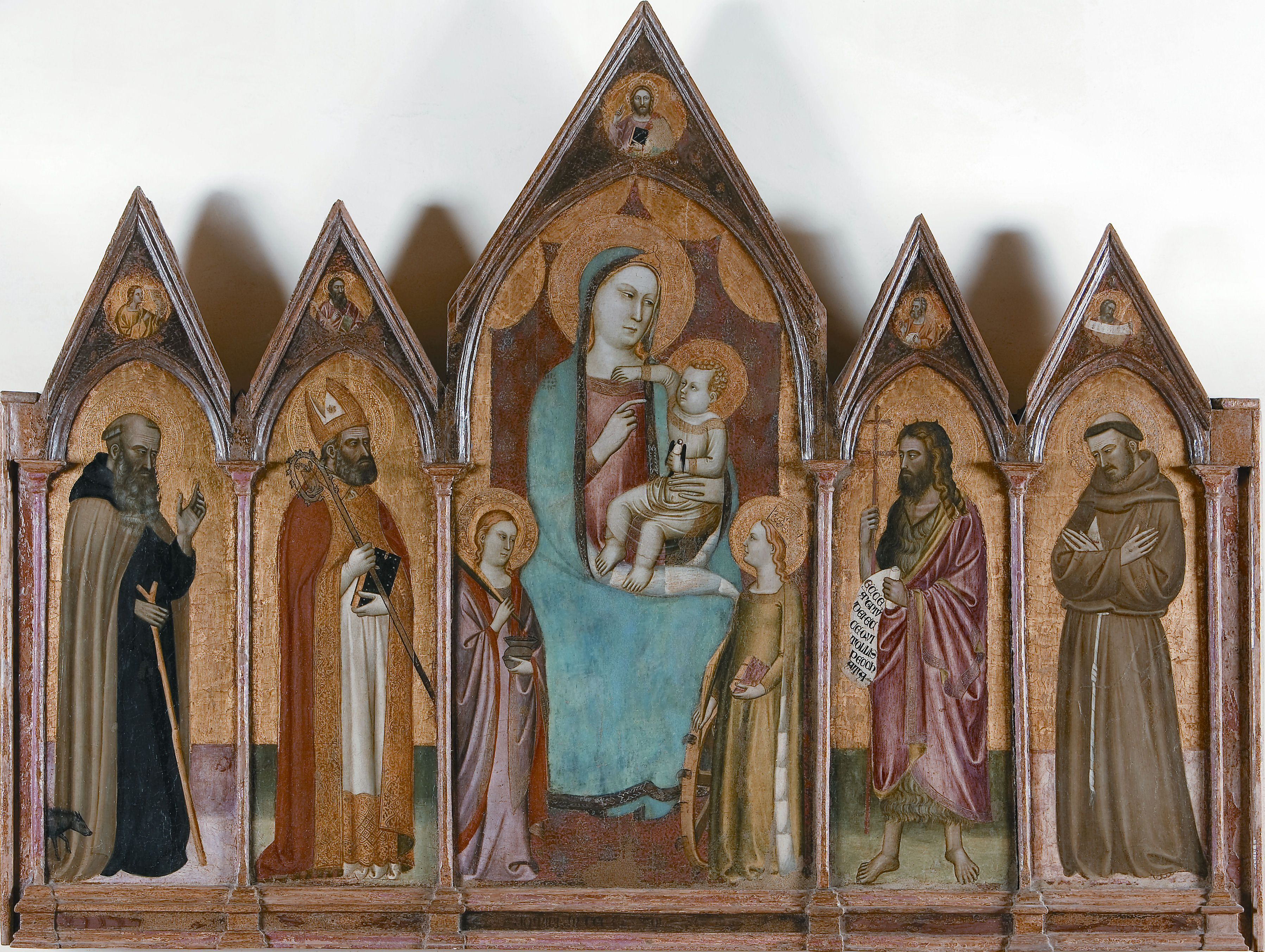
Мадонна с младенцем, предстоящими Св. Лючией и Св. Екатериной Александрийской, и святыми Антонием-аббатом, Николаем Барийским, Иоанном Крестителем и св. Франциском, 1357, Музей священного искусства, Чертальдо.

## Биография и творчество
Пуччо ди Симоне принадлежит к наиболее продуктивным и важным флорентийским художникам XIV века. Первоначально историки искусства путали его с живописцем Пуччо Капанна, которого Джорджо Вазари упоминает в жизнеописании Джотто среди учеников и последователей великого мастера. В дальнейшем, благодаря исследованиям итальянского искусствоведа Роберто Лонги (1959), было установлено, что это разные художники. Творчество Пуччо ди Симоне было ассоциировано с произведениями так наз. Мастера Алтаря из Фабриано, которому Ричард Оффнер приписал создание алтарной картины с изображением «Св. Антония-аббата» из храма Сант Антонио фуори Порта Пизана (1353г, ныне в Фабриано, Городская Пинакотека Бруно Молайоли). Вокруг этого алтаря Оффнер собрал целую группу стилистически близких произведений, которая в дальнейшем большей частью перешла в каталог Пуччо ди Симоне. Существуют всего две работы Пуччо, имеющие его авторскую подпись: «Мадонна Смирение и четверо святых» (ок. 1346г) из Галереи Академии, Флоренция, и «Мадонна с младенцем» (датирована 1360г) из коллекции Алана; все остальные произведения, ряд которых имеет дату создания, приписаны мастеру по стилистическим характеристикам.
Сообщения документальных источников об этом мастере немногочисленны. Дата рождения Пуччо неизвестна. В 1346—1348 годах его имя появляется в списке гильдии Арте деи Медичи э дельи Специали (Гильдии врачей и аптекарей, в которую входили и художники). Он числился в нём как флорентиец, житель прихода Сан Пьер Маджоре. Однако из исторических источников известно, что до этого он уже работал во Флоренции, написав фрески в капелле Строцци церкви Санта Мария Новелла, на которых стояла дата — 1340г (ныне эти фрески погибли). В 1349 году имя Пуччо ди Симоне встречается в одном документе из Пистойи, в котором он причислен к самым значительным флорентийским художникам этого времени.
В начале 1350 годов Пуччо работал в провинции Марке. Основанием для такого заключения послужили два произведения, созданные им в городе Фабриано: одно — упомянутый выше алтарь «Св. Антоний-аббат», расписанный в 1353 году и происходящий из церкви Сант Антонио фуори Порта Пизана в Фабриано, другое — алтарь «Мадонна с младенцем на троне, св. Антонием-аббатом и св. Венанцием-мучеником» (1354г, Вашингтон, Национальная Галерея), который он по заказу некоего Фра Джованни создал совместно с местным художником Аллегретто Нуци.
Во второй половине 1350-х Пуччо ди Симоне возвращается во Флоренцию: в 1357 году его имя появляется в списке братства Св. Луки (организации, куда входили, живописцы, скульпторы, ювелиры и т. д.), а в 1358 году он отмечен как житель прихода Сан Лоренцо. К этому новому флорентийскому периоду относят «Мадонну с младенцем» из коллекции Арто де Монтор в Париже (на ней стоит дата 1360г, и подпись художника — PUCCIUS; ныне хранится в частной коллекции в Сантьяго, Чили). В 1362 году художник скончался.
Исследователи предполагают, что творческое формирование Пуччо ди Симоне связано с мастерской Джотто, в которой, по всей вероятности, он работал во время росписи капеллы Подеста дворца Барджелло во Флоренции в 1334-37 годах. Судя по всему, в дальнейшем Пуччо ди Симоне продолжил сотрудничество с мастерской ученика Джотто — Бернардо Дадди, поскольку в его работах видно определяющее влияние этого художника. Оно выражается в композиции, в типажах фигур, в декоративных деталях и даже в тканях, которыми Пуччо ди Симоне обряжал Богородицу и святых. Особенно отчётливо это заявлено в полиптихе из флорентийской Галереи Академии «Мадонна Смирение со св. Лаврентием, Онуфрием, Яковом — старшим и Варфоломеем» (датировка имеет «люфт» от ок. 1346г, до 1350-60гг; подписан: PUCCIUS SIMONIS FLORENTIN[US] PINXIT HOC OPUS — Пуччо Симоне флорентиец написал это произведение). Этот большой триптих (190,5 х 132 см) послужил для искусствоведов точкой отсчёта для стилистического анализа и определения иных возможных произведений художника.
В период пребывания в провинции Марке и в конце 1350-х годов, его работы демонстрируют влияние Андреа Орканьи и его мастерской. Однако. несмотря на успешное освоение современных тенденций и выработку своего достаточно оригинального художественного языка, у Пуччо ди Симоне не было учеников, его фигура в истории живописи треченто осталась изолированной.

## Основные произведения
- «Благовещение», ок. 1340г, ц. Сан Лоренцо, Флоренция.
- Портативный триптих (53х13см) «Мадонна с младенцем, Благовещение, Рождество Христово, Распятие» 1340—1345, Музей Пти Пале, Авиньон
- Полиптих «Мадонна Смирение со св. Лаврентием, Онуфрием, Яковом — старшим и Варфоломеем». Имеет подпись художника. Ок.1346, происходит из монастыря Сан Никколо ди Каффаджо. Галерея Академии, Флоренция.
- Полиптих «Распятие со св. Марией Египетской, Михаилом Архангелом, св. Юлианом и св. Мартой», 1346—1348, вероятно, написан совместно с Бернардо Дадди. Галерея Академии, Флоренция.
- Остатки полиптиха (кон. 1340х годов): «Св. Иаков Старший» (Музей искусства, Сиэтл), «Св. Иаков Младший» и «Иоанн Креститель» (обе работы в частном собрании). Центральной панелью полиптиха было «Мистическое обручение св. Екатерины», следы которой потеряны.
- Триптих «Св. Матфей, св. Лаврений и св. Яков-старший» ок. 1350г, происходит из монастыря Сан Никколо ди Каффаджо. Галерея Академии, Флоренция.
- «Мадонна с младенцем и ангелами», ок. 1350, вероятно, центральная часть триптиха, Музей Нортона Саймона, Пасадена.
- «Коронование Марии», 1350, Музей искусства, Гент. Центральная часть полиптиха, от которого известны ещё две панели: св. Екатерина и св. Лаврентий — обе в Берлине, Государственные музеи.
- Алтарная картина (пала) «Св. Антоний — аббат», 1353г, написана по заказу Фра Джованни для алтаря ц. Сант Антонио фуори Порта Пизана в Фабриано. Фабриано, Городская Пинакотека Бруно Молайоли.
- Триптих «Мадонна с младенцем на троне, св. Антонием-аббатом и св. Венанцием-мучеником», 1454г, написан для ц. Сант Антонио фуори Порта Пизана в Фабриано совместно с Аллегретто Нуци. Вашингтон, Национальная галерея искусства.
- Триптих «Мадонна с младенцем и святыми» (бывш. «Триптих Рикасоли»), 1350-55, Урбино, Нац. галерея Марке.
- Полиптих «Мадонна с младенцем, предстоящими Св. Лючией и Св. Екатериной Александрийской, и святыми Антонием-аббатом, Николаем Барийским, Иоанном Крестителем и св. Франциском», 1357 (?), происходит из оратория Сан Пьетро в Петрогано. Музей священного искусства, Чертальдо.
- Триптих «Мадонна с младенцем и святыми», 1345-58, Галерея Ньюхауз и Фредерика Монта, Нью Йорк.
- «Коронование Марии», ок. 1360г, Музей Линденау, Альтенбург.
- «Мадонна с младенцем». Имеет подпись художника и дату — 1360 г. Частное собрание, Сантьяго, Чили.
- «Мадонна с младенцем», 1360, коллекция Алана, Ньюарк
- Фреска уличного табернакля «Мадонна с младенцем, Иоанном Крестителем и св. Петром» 1345—1365, канто ди Монтероло, Флоренция.
- «Коронование Марии», Авиньон, Музей Пти Пале.
- Расписной крест из ц. Сан Марко, Флоренция.

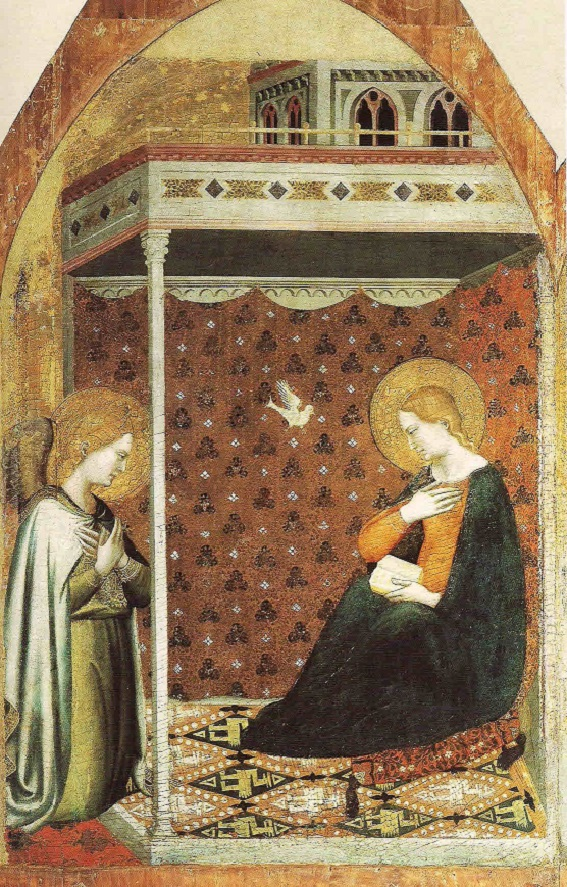
Благовещение, 1340-е гг., Сан Лоренцо, Флоренция
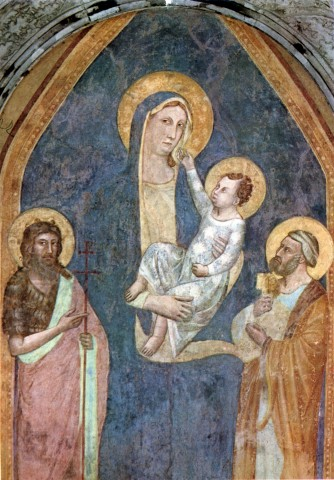
Фреска Мадонна с младенцем,Иоанном Крестителем и св. Петром 1345-1365,  канто ди  Монтероло, Флоренция
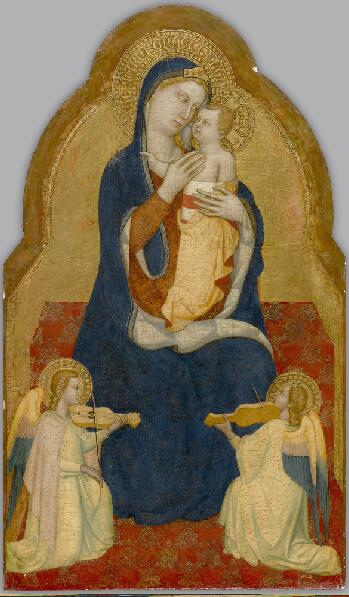
«Мадонна с младенцем и ангелами», ок. 1350,  Музей Нортона Саймона, Пасадена
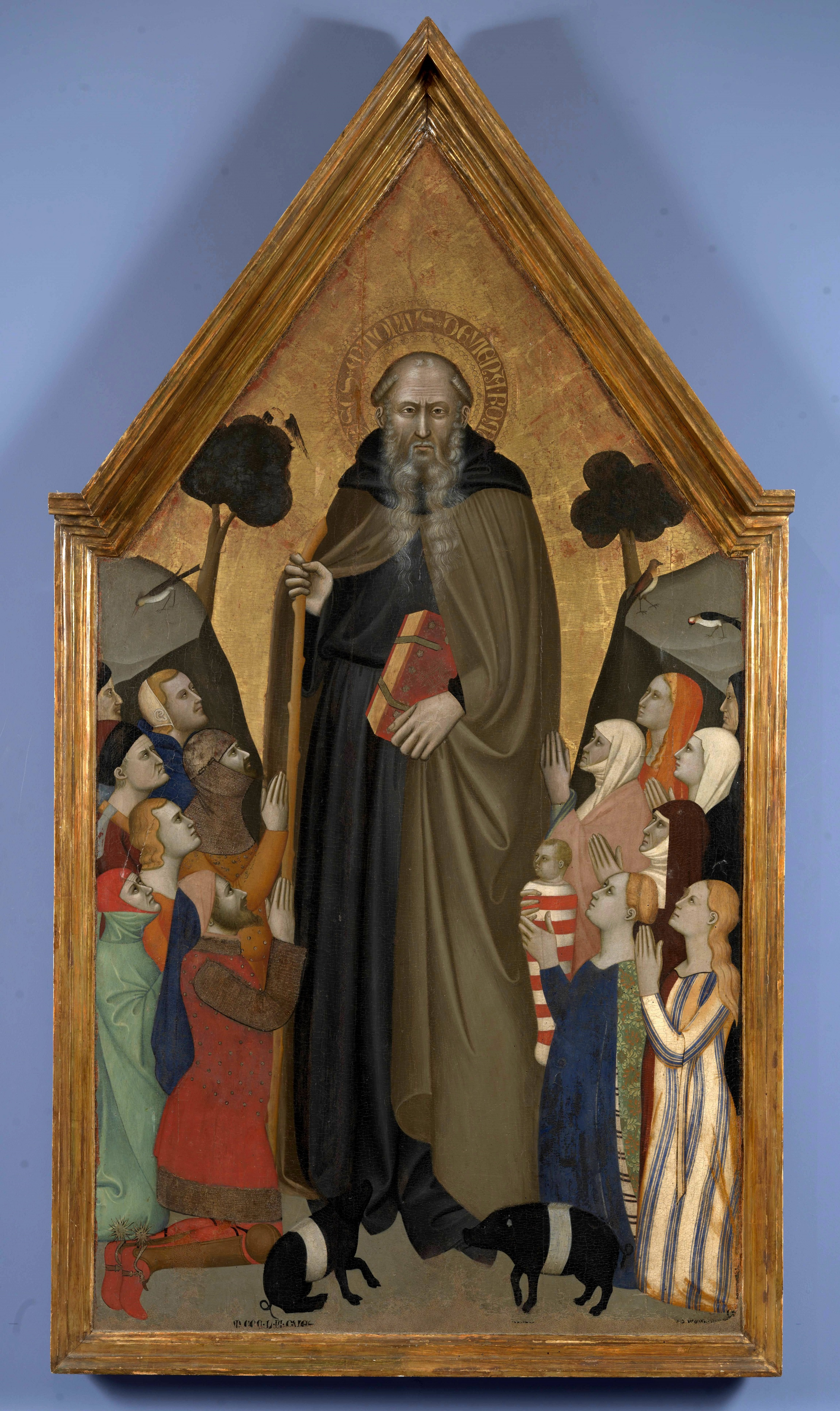
Св. Антоний-аббат. 1353г. Алтарная картина из ц. Сант Антонио фуори Порта Пизана в Фабриано. Фабриано, Городская пинакотека.
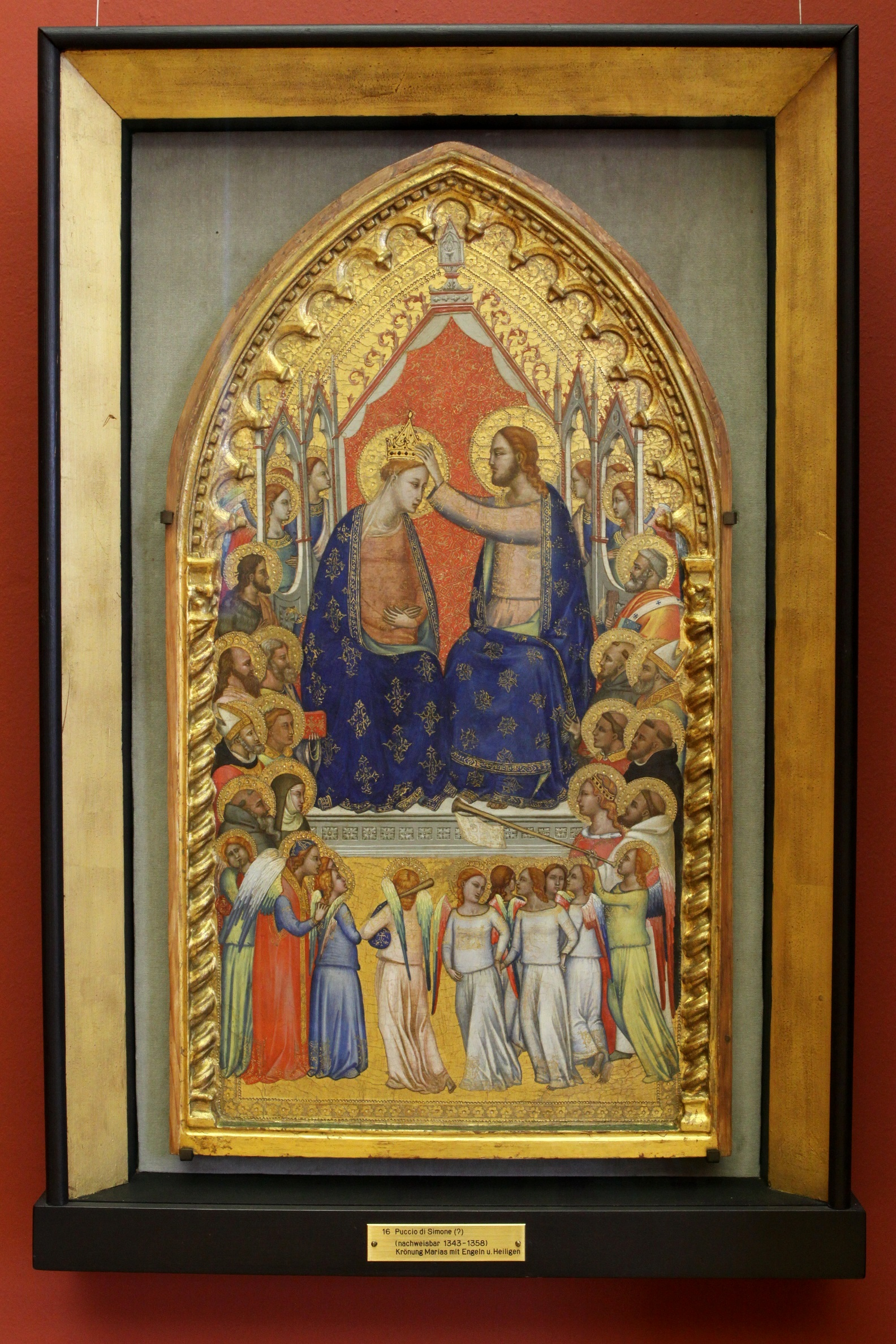
Коронование Марии, ок. 1360г, Музей Линденау, Альтенбург
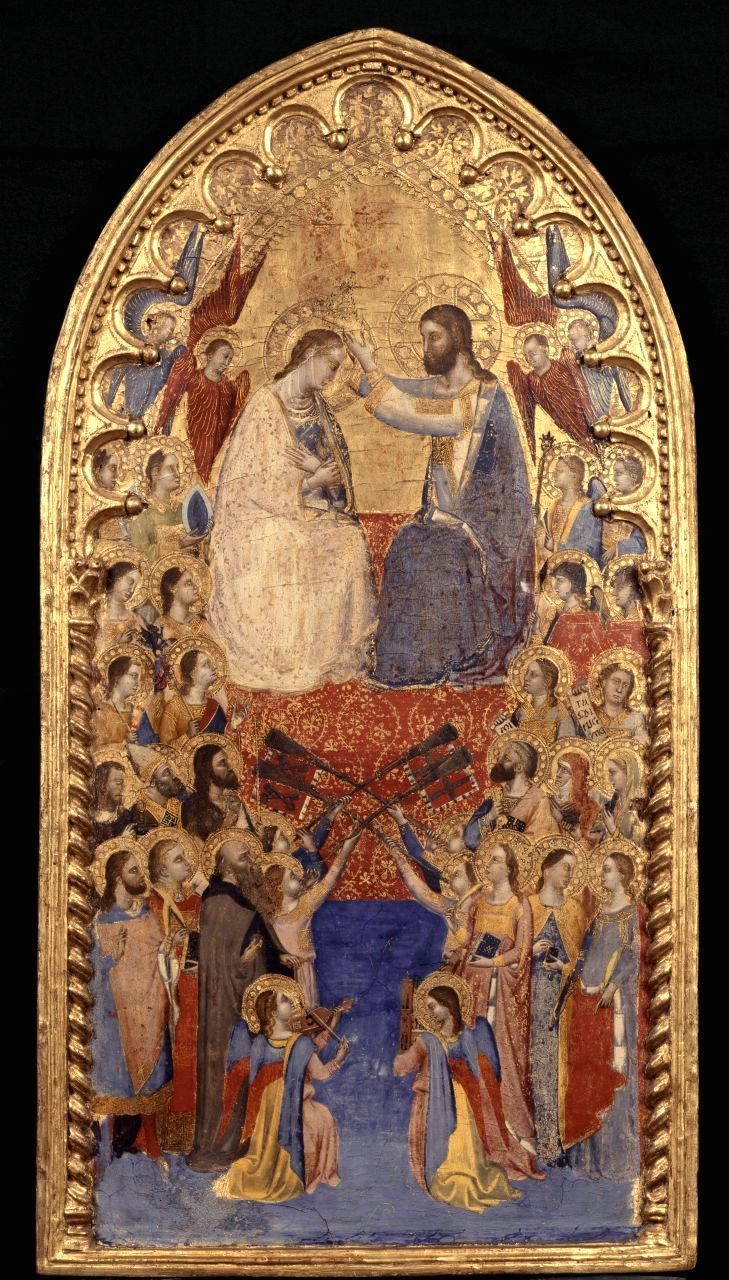
Коронование Марии, Авиньон, Музей Пти Пале